# Етјалек
Етјалек (фр. Estialescq) насеље је и општина у југозападној Француској у региону Аквитанија, у департману Атлантски Пиринеји која припада префектури Олорон Сен Мари.
По подацима из 2011. године у општини је живело 258 становника, а густина насељености је износила 50,19 становника/km². Општина се простире на површини од 5,14 km². Налази се на средњој надморској висини од 285 метара (максималној 365 m, а минималној 244 m).

## Демографија
| 1962. | 1968. | 1975. | 1982. | 1990. | 2011. |
| ----- | ----- | ----- | ----- | ----- | ----- |
| 209   | 206   | 175   | 203   | 224   | 258   |

График промене броја становника у току последњих година